# Takahiro Tanio
Takahiro Tanio (født 26. februar 1991) er en japansk tidligere professionel fodboldspiller.
Han har spillet for flere forskellige klubber i sin karriere, herunder Fujieda MYFC.